# STAR DRIVER 閃亮的塔科特
《STAR DRIVER 銀河美少年》（日语：STAR DRIVER 輝きのタクト）是2010年10月3日起在MBS、TBS系列（JNN）開始放送的原創電視動畫。劇場版於2013年2月9日上映。

## 劇情簡介
坐落於日本南方的豐饒島嶼，南十字島。某天夜晚，一位名叫特納西·塔科特的少年來到了這座島嶼上。這個獨自從大陸游來的少年，進入島上的南十字學園高中部學習。性格開朗向上的他遇到了像揚卷·和子、新藤·須方等充滿個性的學生並與他們深入交流。但是，這個南十字學園隱藏著巨大的秘密。沉睡於地下的，巨大的人型像「賽巴迪」。圍繞著這20多個巨像，人們都抱負著各自的秘密。自稱「綺羅星十字團」的謎之秘密結社在暗中活躍，以及巫女們的歌聲，還有塔科特自身也抱有著巨大的秘密…。
以被藍天大海包圍的南國之島為舞台，有愛情、夢想、友情的『青春的謳歌』，在此掀幕！

## 登場人物

### 主要角色
特納西·塔科特（聲：宮野真守）
身份：南十字學園高中部一年級生（一年A班）
髮色：紅
瞳色：深紅
印記：「印」
印記屬性：戰士
階段：第三階段「銀河美少年」
擁有賽巴迪：「塔班（Tauburn）」
擁有星之劍：「Emerald(綠寶石)」、「Sapphire(藍寶石)」
本作主角。15歲。性格開朗樂觀。為了找到父親且揍他一拳而來到南十字島。
接受祖父未傳給父親特納西·特奇歐的印記「印」，胸前有馴化賽巴迪的「X」字型印記，可駕駛賽巴迪「Tauburn」。初登場時即達到第三階段「銀河美少年」。
動畫第16話時說明，胸前的「X」型傷痕為小時候為追求夢想而受的傷。
第25話為阻止特納西·特奇歐利用「Samekh」實現時間循環而與之戰鬥並將其擊敗，之後為救出新藤·須方而破除揚卷·和子的印記，駕駛「Tauburn」飛出零之空間擊敗「Samekh」。
與新藤·須方和揚卷·和子三人是朋友，但戀愛關係曖昧。
揚卷·和子（聲：早見沙織）
身份：南十字學園高中部一年級生（一年A班）
隱藏身份：「皆水的巫女」
髮色：黃
瞳色：棕
印記：「鉤」
印記屬性：巫女
擁有賽巴迪：「Wauna」
性格開朗。喜歡唱歌。動畫於第1話救了奄奄一息的塔科特。
封印賽巴迪的四方巫女之一「皆水的巫女」，是唯一公開身份的巫女，只要印記在身都不能離島。
與特納西·塔科特和新藤·須方是好朋友，但戀愛關係曖昧，也是須方的婚約候補人之一。
小時候夢想成為歌手，但在馴化並得到賽巴迪的記憶後放棄，直到與塔科特交心後，才再次開始唱自己喜歡的歌。
第25話為幫助塔科特而駕駛賽巴迪「Wauna」，「Shinpathy」被破壞後特納西·塔科特為救出新藤·須方而將其破除印記。
第25話最後有表明自己同時對兩個人有好感。
新藤·須方（聲：福山潤）
身份：南十字學園高中部一年級生（一年A班）
隱藏身份：綺羅星十字團第1分隊『皇帝(Emperor)』代表「王(king)」（動畫於第23話方出席）
髮色：藍
瞳色：棕
印記：「柱」
印記屬性：王
階段：第一階段
擁有賽巴迪：「薩曼古（Samekh）」（動畫於第25話方駕駛）
南十字島的名門望族新藤家的。個性平易近人，行為中規中矩，劍道極強。
因為繼承王之印記「柱」，而被家族規定必須與島上的四位巫女之一結婚，同時一生也不離開這座島。
第一階段能力可破解第一階段能力、攻擊第二階段(含)以下賽巴迪、加持第三階段賽巴迪，但使用能力後會陷入沉眠，須依靠逆日死的巫女的第一階段能力才能甦醒。
隱藏身分為綺羅星十字團第1分隊『皇帝(Emperor)』代表「王(king)」，但直到動畫第23話方接受並出席，第22話出演的舞台劇、第23話特納西·特奇歐送給他的一幅肖像畫都暗示了這個發展。
第25話駕駛賽巴迪「Samekh」後被特納西·特奇歐通過賽巴迪「Shinpathy」間接控制。「Shinpathy」被「Tauburn」擊毀後，意圖將自己與「Samekh」徹底封印，最終被特納西·塔科特破壞「Samekh」並救出。
與特納西·塔科特和揚卷·和子三人是朋友，但戀愛關係曖昧。

### 其他角色
特納西·特奇歐（ツナシ・トキオ / ヘッド）　聲：石田彰
身份：畫家
隱藏身份：綺羅星十字團第2分隊『放逐時代』或『消逝時代』代表「首領(Head)」
髮色：紫
瞳色：紫
印記：無→「頭」＆「齒」
印記屬性：戰士
階段：無→第三階段「銀河美少年」
擁有賽巴迪：無→「Reshbal」＆「Shinpathy」
擁有星之劍：無→「Diamond(鑽石)」＆「Turquoise(綠松石)」
氣質怪異的畫家，畫技極佳，因為轉移自自龍介的印記的第一階段能力，使已是大叔的他外表卻看似年輕。
原名特納西·特奇歐，是特納西·塔科特的父親。後改名為雅.令治，習慣於畫作角落加上R字。
破除「氣多的巫女」、「日死的巫女」、「逆日死的巫女」封印，暫代綺羅星十字團的領導人。
把破除封印後「氣多的巫女」關在大籠子內，要她講故事給無法入眠的海德聽。
未繼承印記，自形代龍介處轉移得到「頭」之印記(動畫中於第16、20話證明)。動畫於第24話自牧羽·信吾處再得「齒」印記。
身為獨子卻無法繼承印記，使他對此產生莫大的執著。
第25話通過「Shinpathy」操縱「Samekh」意圖重複過去的生活，最終被塔科特擊敗。
形代龍介（聲 - 三木真一郎）
身份：南十字學園代理理事長
隱藏身份：綺羅星十字團議長
髮色：黑
瞳色：黑
印記：「頭」→無
擁有賽巴迪：「Reshbal」→無
和特納西·塔科特的母親空有婚約，兩人互有愛意，但始終沒有表明。
與特納西·特奇歐為好友，也很欣賞他的畫作，但在空懷了特奇歐的孩子後，關係變得不如以往。
持有的印記，因為厭惡自身第一階段的能力，而將自己的左眼弄瞎，之後更將印記轉讓給特奇歐。
氣多的巫女（聲：戶松遙）
身份：不明
隱藏身份：「氣多的巫女」
髮色：水藍
瞳色：水藍
印記：「魚」→無
擁有賽巴迪：「Nunna」（未駕駛）→無
名字不明，劇中稱小魚，四方巫女之一，故事一開始就被破除巫女印記，等同解開第一階段封印。
印記被破後自願被海德軟禁於大籠子內，講故事與唱歌給他聽，因為所說故事結局與海德於動畫第一集所做之事意境雷同(「傷害了自己深愛的女孩來完成夢想」)，於是在動畫第8集遭海德放逐，並自行離開南十字島。
於劇場版結尾於主角群再次相遇
妮琪·凱特（聲：小清水亞美）
身份：南十字學園高中部一年級生（一年A班）
隱藏身份：「逆日死的巫女」、綺羅星十字團第3分隊『九重葛』代表「沉醉(Ivrogne)」
髮色：深綠
瞳色：棕
印記：「欄桿」
印記屬性：巫女
擁有賽巴迪：「Ketona」
長髮馬尾，帶眼鏡，普通時候冷靜且沉默寡言，時常從旁觀察，是化學實驗社的社長。
特納西·塔科特班上的班長，自幼與新藤·須方和揚卷·和子相識，常跟和子一起唱歌。长大后将自己唱歌的爱好隐藏住，却在第18話被塔科特无意间撞破。
為四方巫女之一「逆日死的巫女」，也是綺羅星十字團活動最為頻繁的幹部，曾誘使「日死的巫女」破除印記。喜欢須方。
第一階段能力可喚醒因使用第一階段能力而沉睡的須方。
品田·紅緒（聲：千葉千惠巳）
身份：南十字學園高中部二年級生
隱藏身份：綺羅星十字團第5分隊『蕊』代表「緋紅之吻」
髮色：粉紅
瞳色：深綠
印記：「口」
印記屬性：戰士
階段：第二階段
擁有賽巴迪：「Peshent」
擁有星之劍：「Ruby(紅寶石)」
自幼暗戀新藤·須方，學生宿舍管理員，劍道社社長，和本田·喬治與鄉田·哲也關係不錯。
第25話胸口出现印记，并与綺羅星中同样出现印记的另外6个人一起驾驶塞巴迪帮助塔科特。
隱藏身份為綺羅星十字團的幹部之一，第一階段能力為控制被她吻過的人。
渡邊·加奈子（聲：新名彩乃）
身份：南十字學園高中部一年級生（一年A班）
隱藏身份：綺羅星十字團第4分隊『成人銀行』代表「行長」
髮色：淺綠
瞳色：棕
印記：「房子」
印記屬性：戰士
階段：第二階段
擁有賽巴迪：「Betraida」
特納西·塔科特的同班同學，座位在塔科特正后方。已結婚，丈夫是已經60歲的世界級富豪雷歐·渡邊。
喜欢隔着玻璃与男生接吻。片中塔科特是第一个与她不隔着玻璃接吻的人。对塔科特有好感，经常在课堂上用言语挑逗塔科特。第25話胸口出现印记，并与綺羅星中同样出现印记的另外6个人一起驾驶塞巴迪帮助塔科特。
隱藏身份為綺羅星十字團的幹部之一，拳擊十分的厲害，曾秒殺本田·喬治。第一階段能力與影響身體狀態有關。
尾賀本·綠（聲：桑島法子）
身份：南十字學園保健室醫生
隱藏身份：綺羅星十字團第6分隊『科學公會』代表「格林教授」
髮色：深棕
瞳色：黑
印記：「手臂」
印記屬性：戰士
階段：第二階段
擁有賽巴迪：「Yodock」
學校的保健醫生，喜歡年輕的美少年，動畫中於第5話末開始與一學生青鳥翼交往。
第25話胸口出现印记，并与綺羅星中同样出现印记的另外6个人一起驾驶塞巴迪帮助塔科特。
隱藏身份為綺羅星十字團的幹部之一，第一階段能力為變年輕，副作用是会让周边地区产生次元震。
遠藤·紗理奈（聲：坂本真綾）
身份：南十字學園高中部三年級生
隱藏身份：不明
髮色：棕
瞳色：深藍
戲劇社「夜間飛行」的社長，三年前自東京來到南十字島。
身分神秘，知道綺羅星十字團和零時空間的存在，常是揚卷·和子等人商量的對象。
養有一隻名為「副社長」的寵物狐狸。
於22話中稱自己只會旁觀
副社長（聲：田中冴樹）
身份：寵物狐狸
隱藏身份：不明
毛色：黃白相間
戲劇社「夜間飛行」的吉祥物，遠藤·紗理奈飼養的寵物狐狸。
於22話中說話
牧奈·琉璃（聲：加藤英美里）
身份：南十字學園高中部一年級生（一年A班）
髮色：棕
瞳色：棕
揚卷·和子等人的好友和同學，目前有男友。
本田·喬治（聲：高木俊）
身份：南十字學園高中部二年級生
隱藏身份：綺羅星十字團第5分隊『蕊』隊員
髮色：深綠
瞳色：棕
印記：「公牛」
印記屬性：戰士
階段：第二階段
擁有賽巴迪：「Alephist」
和特納西·塔科特一樣住在宿舍，隸屬拳擊社。
第25話胸口出现印记，并与綺羅星中同样出现印记的另外6个人一起驾驶塞巴迪帮助塔科特。
另一身分為綺羅星十字團第5分隊『蕊』的隊員，和品田·紅緒與鄉田·哲也關係不錯。
鄉田·哲也（聲：杉山大）
身份：南十字學園高中部二年級生
隱藏身份：綺羅星十字團第5分隊『蕊』隊員
髮色：深藍
瞳色：深藍
印記：「車輪」
印記屬性：戰士
階段：第二階段
擁有賽巴迪：「Tetorioht」
和特納西·塔科特一樣住在宿舍，喜歡重型機車。
第25話胸口出现印记，并与綺羅星中同样出现印记的另外6个人一起驾驶塞巴迪帮助塔科特。
隱藏身份為綺羅星十字團第5分隊『蕊』的隊員，和品田·紅緒與本田·喬治關係不錯。
孝（聲: 赤羽根健治）
身份：南十字學園高中部一年級生（一年A班）、渡邊家佣人
隱藏身份：綺羅星十字團第4分隊『成人銀行』隊員
髮色：黑
瞳色：黑
印記：「紙莎草」
印記屬性：戰士
階段：第三階段「銀河美少年」
擁有賽巴迪：「Tzadikt」
持有星之劍：「Amethyste(紫水晶)」
個性冷靜，是劍道高手，特納西·塔科特的同學，平常是渡邊·加奈子的傭人。
老家是務農的，因為有親戚在渡邊·雷歐的財團的相關企業工作，經過牽線而去加奈子那邊當幫傭，按摩技艺深受加奈子喜爱。第25話胸口出现印记，并与綺羅星中同样出现印记的另外6个人一起驾驶塞巴迪帮助塔科特。
隱藏身份為綺羅星十字團第4分隊『成人銀行』的隊員，曾一度轉入第2分隊『放逐時代』。本身擁有印記，在第二階段未開啟時使用電氣柩來操控賽巴迪。
席夢妮·亞拉岡（聲：竹達彩奈）
身份：南十字學園高中部一年級生（一年A班）、渡邊家佣人
隱藏身份：綺羅星十字團第4分隊『成人銀行』隊員
髮色：淡黃
瞳色：深藍
印記：「門」
印記屬性：戰士
階段：第二階段
擁有賽巴迪：「Daletos」
席夢妮是化名，實名為帕梅拉，渡邊·雷歐的私生女，有一个姐姐米雷諾。特納西·塔科特的同學，和孝一樣平常是渡邊·加奈子的傭人。
內心很討厭加奈子，因為加奈子的老公其實也就是她的親生父親。在其姐的安排下在加奈子身邊當傭人，自认为是为了报复加奈子而等待时机，其後誤會化解，被塔科特說其實很喜歡加奈子。第25話胸口出现印记，并与綺羅星中同样出现印记的另外6个人一起驾驶塞巴迪帮助塔科特。
隱藏身份為綺羅星十字團第4分隊『成人銀行』隊員，常與加奈子一起行動，包括陪同參加綺羅星會議與觀戰。
陽·鞠野（聲：広橋涼）
身份：南十字學園高中部一年級生
隱藏身份：「日死的巫女」創造的分身、綺羅星十字團第2分隊『放逐時代』隊員
髮色：粉紅
瞳色：深藍
印記：「眼」
印記屬性：戰士
擁有賽巴迪：「Ayingott」
粉紅雙胞胎的姊姊，運動全能，因為妹妹的關係得以與塔科特有話聊，進而產生情愫，興趣是和妹妹一起吃冰淇淋，在一起洗澡。
隱藏身份為綺羅星十字團第2分隊『放逐時代』隊員，在進入第三階段前曾暫代海德成為代表「人面獅」，會議裡提出要找到「日死的巫女」當上領導人，但實際上是為了保護妹妹。
能馴化賽巴迪「Ayingott」，唯一被找到時卻是握在王之賽巴迪手中並已損壞的賽巴迪，其能力是可使用其眼睛「Ayingott之眼」搜索任意對象。
在動畫第15集時賽巴迪復原，並得知四方巫女的身份，但本人卻謊稱「日死的巫女」並不存在。
平常是十分可靠的姐姐，戴上假面後個性會變的相當情緒高漲且十分輕佻。
實際上是陽·水野無意識中以自己的第一階段能力創造出來的分身，在水野的賽巴迪被破壞後仍然繼續存在，並和她一同離開南十字島。
陽·水野（聲：日高里菜）
身份：南十字學園高中部一年級生
隱藏身份：「日死的巫女」
髮色：粉紅
瞳色：深藍
印記：「水」
印記屬性：巫女
擁有賽巴迪：「Memna」
粉紅雙胞胎的妹妹，被人稱做小魔女，充滿不可思議氣息，因為喜歡上塔科特而加入戲劇社。
隱藏身份為四方巫女之一「日死的巫女」，亦是極少數雖持有印記，但可拒絕零時空間召喚的上級馭星者的其中一人，但本人最初對自己的能力以及命運均一無所知。
由於姊姊陽·鞠野的謊言被看穿而遭綺羅星十字團發現巫女的身份，並在動畫第16集將其破除印記，隨後為了尋找母親離開南十字島。

## 特殊用語

### 銀河美少年
與塞巴迪一體化的馭星者（廣義來說少年有包括女性的意思，故女性亦會被稱為銀河美少年）的稱呼。由於只有真正印記的持有者才可在第三階段以後馴化塞巴迪，因此亦有針對真正印記的持有者的意味。
目前已知的真正印記持有者有特納西·塔科特以及綺羅星十字團第2隊放逐時代的全部成員。

### 塞巴迪（）
外表似巨大的機器人，且只有被選上的人才能操縱。每個塞巴迪都有著不同的外貌、能力。
被選上的人，可以藉由「馴養（Apprivoiser）」進入塞巴迪體內，操縱塞巴迪。操縱塞巴迪的條件是要有印記，在誕生時，印記會出現在胸前，印記會在馴養時發光，藉此出入零時間。
在南十字島中央，舊時金礦開採場地底深處，有許多巨大的謎之石像，這些石像是被四方巫女封印住的塞巴迪。
塞巴迪還能細分為王、巫女和戰士三種。（Tauburn雖歸類於戰士，不過卻是個特殊的存在，每次登場都從零時空間外側進入，第22話證明是唯一一台為地球人建造的Cybody）

事實上除了王－－札麥克以外，所有的塞巴迪都是為了封印「札麥克」而存在的

### 階段
用以決定塞巴迪和其Driver的狀態。
最開始每個塞巴迪的Driver都處於第一階段，會依據解除的巫女封印來決定每個Driver是進入第幾階段。例如解除氣多的巫女封印的話，則所有Driver都會進入第二階段。
唯一例外的是特納西·塔科特，在解除氣多巫女的封印的時候，只有他進入第三階段。
若是塞巴迪因為戰鬥等原因被破壞的話，不是銀河美少年的Driver將會失去各階段的能力。舉例來說，劇中品田·紅緒因為被破壞，於是失去自己第一階段能力－－「操縱親吻過的對象」；但的被破壞後，自己依舊能使用其第一階段能力。
另外，解除封印一定要照著氣多、日死、ひが日死、皆水的順序來才行。提前解除其他巫女封印是沒有意義的。舉例來說，若第一集綺羅星成功解除和子的封印，則大家依舊維持在第二階段，因為日死和ひが日死的封印還在。
下為階段與封印的表：
| 階段      | 封印之巫女身份   | 巫女          | 代表方位 | 於該階段時，Driver能擁有之特殊能力 |
| --------- | ---------------- | ------------- | -------- | --- |
| 第一階段  | 無               | 無            | 無       | Driver馴化後能使用特殊能力。 例如在零之空間外使用星之劍（海德）、製作分身（水野、ヤノ・マミ）、治療（渡邊·加奈子）甚至突出的美貌、才能都有可能。 貌似沒有限定一個人只能擁有一項特殊能力。 |
| 第二階段  | 氣多的巫女（）   | 小魚（）      | 北       | 塞巴迪的封印解除，可藉由電棺之類的機械裝置操縱塞巴迪。 |
| 第三階段  | 日死的巫女（）   | 陽·水野（）   | 西       | 不靠電棺之類的機械裝置就能操縱塞巴迪。 相對的，進入第三階段後只有持有印記的銀河美少年才能夠操縱塞巴迪。並以塞巴迪的名字自稱。                                                             |
| 第四階段  | 逆日死的巫女（） | 妮琪·凱特（） | 東       | 解除帝王塞巴迪扎麥克的封印，令其可以使用。 綺羅星十字團的人誤會為「Driver和塞巴迪的一體化，貌似有無法離開零之空間的危險性」。                                                             |
| 第五階段  | 皆水的巫女（）   | 揚卷·和子（） | 南       | 零之空間破壞，並且塞巴迪能夠在零之空間以外的地方活動。 |
| 特殊      |                  |               |          | |
| 第3.5階段 | 無               | 無            | 無       | 綺羅星十字團的人，因為誤會四、五階段效果而做出來的特殊階段。 讓Driver和塞巴迪的一體化，但是這一體化能夠被巫女解除。目前只有進入過。                                                       |

### 印記（）
搭乘塞巴迪之人所擁有的符號。若不是銀河美少年，則帶上印有印記的特殊面具亦可搭乘塞巴迪。
除了王和巫女外，印記可以依照持有者的意願任意轉換。
印記符號源自於腓尼基字母。
| 字母   | 意義   | 印記/面具持有者                                                 | 為銀河美少年                | 對應之塞巴迪（） | 第一階段 | 第一階段 |
| 字母   | 意義   | 印記/面具持有者                                                 | 為銀河美少年                | 對應之塞巴迪（） | 名稱     | 內容 |
| ------ | ------ | --------------------------------------------------------------- | --------------------------- | ---------------- | -------- | --- |
| Aleph  | 公牛   | 本田·喬治（）                                                   |                             | Alephist（）     |          | |
| Beth   | 房子   | 渡邊·加奈子（）                                                 |                             | Betraida（）     |          | |
| Gimel  | 駱駝   |                                                                 | ●                           | Gimelock（）     |          | 附身至任意動物身上 |
| Daleth | 門     | 席夢妮·亞拉岡（）                                               |                             | Daletos（）      |          | |
| He     | 窗     | 為被催眠情況下操縱塞巴迪。 雖然不曾持有面具或印記，但也紀錄於此 |                             | Heigent（）      | 無       | 無 |
| He     | 窗     |                                                                 | ●                           | Heigent（）      |          | 製造出特殊空間來。在特殊空間中，ヘーゲント的Driver以外的人，都無法看清四周。                                                          |
| Waw    | 鉤     | 揚卷·和子（）                                                   | 巫女                        | Wauna（）        |          | |
| Zayin  | 武器   |                                                                 | ●                           | Zayinas（）      |          | 釋放出紅色光球，這些光球能夠用在攻擊或是妨礙物體行進軌道上。                                                                          |
| Heth   | 欄杆   | 妮琪·凱特（）                                                   | 巫女                        | Ketona（）       |          | 給予ザメク的Driver（新藤·須方）自己的リビドー（）。                                                                                   |
| Teth   | 車輪   | 鄉田·哲也（）                                                   |                             | Tetorioht（）    |          | |
| Yodh   | 手臂   |                                                                 |                             | Yodock（）       |          | 變更肉體年齡，但會釋放大量能量，過度使用可能導致附近的火山爆發                                                                        |
| Kaph   | 手掌   |                                                                 |                             | Kaphrat（）      | 美人魚   | 製造出外型類似人偶的分身，不過這些分身有失控的可能性在。                                                                              |
| Lamedh | 突刺棒 |                                                                 | ●                           | Lamedhos（）     |          | |
| Mem    | 水     | 陽·水野（）                                                     | 巫女                        | Memna（）        |          | 製造分身（陽·鞠野） |
| Nun    | 魚     | 氣多的巫女（）                                                  | 巫女                        | Nunna（）        |          | |
| Samekh | 柱子   | 新藤·須方（）                                                   | 王                          | Samekh（）       | 王之柱   | 釋放出巨大的能量。堪稱為最強的第一階段。                                                                                              |
| Ayin   | 眼     | 陽·鞠野（）                                                     |                             | Ayingott（）     |          | |
| Pe     | 口     | 品田·紅緒（）                                                   |                             | Peshent（）      |          | 操縱被親吻過對象 |
| Sade   | 紙莎草 | 孝（）                                                          | ●                           | Tzadikt（）      |          | |
| Qoph   | 針之穴 |                                                                 | ●                           | Qophlite（）     |          | 1. 藉由針孔來進行透視 2. 當利用針孔透視時，可附身到因為透視而看到的人身上 3. 以上兩項能力發動時，與Driver接觸的人也能一起使用這項能力 |
| Res    | 頭     | 形代龍介（）                                                    | ●                           | Reshbal（）      |          | 預知未來 |
| Res    | 頭     | 海德（）                                                        | ● （從形代龍介那繼承）      | Reshbal（）      |          | 1. 在零之空間外也能使用Star Sword 2. 肉體年齡維持在青春狀態                                                                           |
| Sin    | 齒     | 海德（）                                                        | ● （於24話從牧羽·信吾繼承） | Shinpathy（）    |          | 馴養後可以把其他賽巴迪連同控制者一起馴養，並獲得控制權和全部力量                                                                      |
| Sin    | 齒     | 牧羽·信吾（）                                                   | ●                           | Shinpathy（）    |          | |
| Taw    | 印     | 特納西·塔科特（）                                               | ● （從爺爺身上繼承）        | Tauburn（）      |          | |

### 星之劍（）
塞巴迪使用的武器。
每一把星之劍都有不同的顏色，同時也分別對應各月份之誕生石。
（星之劍的名字來源於誕生石的法文名）

所有的星劍都是王－－札麥克的翅膀，為了封印札麥克才把劍拔走讓其他賽巴迪持有。

劇中出現過的星之劍有：
| 星之劍 | 對應寶石                                                             | 對應月份 | 顏色     | 持有者            | 持有者之賽巴迪 |
| ------ | -------------------------------------------------------------------- | -------- | -------- | ----------------- | -------------- |
|        | 柘榴石（）                                                           | 1月      | 橘色     |                   | Zayinas（）    |
|        | 紫水晶（）                                                           | 2月      | 紫色     | 孝（）            | Tzadikt（）    |
|        | 珊瑚（）                                                             | 3月      | 寶石紅   |                   | Gimelock（）   |
|        | 鑽石 ／ 金剛石（）                                                   | 4月      | 白色     | 雅令治（）        | Reshbal（）    |
|        | 綠寶石（祖母綠）（） （翡翠英文是jade,兩者的分別是玉和高透光結晶體） | 5月      | 寶石綠   | 特納西·塔科特（） | Tauburn（）    |
|        | 珍珠（）                                                             | 6月      | 珍珠粉紅 | 慧·窗華（）       | Heigent（）    |
|        | 紅寶石（）                                                           | 7月      | 寶石紅   | 品田·紅緒（）     | Peshent（）    |
|        | 纏絲瑪瑙（）                                                         | 8月      | 金黃     |                   | Ramedhos（）   |
|        | 藍寶石（）                                                           | 9月      | 寶石藍   | 特納西·塔科特（） | Tauburn（）    |
|        | 蛋白石(貓淚石)（）                                                   | 10月     | 朱紅色   | 富煌（）          | Qophlite（）   |
|        |                                                                      | 11月     |          |                   |                |
|        | 綠松石(土耳其玉)（）                                                 | 12月     | 淺藍     | 雅令治（）        | Shinpathy（）  |

### 綺羅星十字團（）
潛伏在南十字島的神祕組織。
藉由各種研究，利用「電棺」控制塞巴迪，使綺羅星十字團的人即使沒有印記，也能操縱塞巴迪。
人員分為6隊：
1. 第一隊「皇帝」(第23話新藤·須方加入前處於空缺狀態)
2. 第二隊「放逐時代」
3. 第三隊「九重葛」
4. 第四隊「成人銀行」
5. 第五隊「蕊」
6. 第六隊「科學公會」

#### 綺羅星十字團團服
綺羅星十字團內的高層幹部，例如Driver等的，每人的服裝都是自己設計的。
底層團員則全都是清一色樣式。
十字團內的不同隊員以撲克牌的不同花色加以區分，並反映在其團服上(第二隊為黑桃，第三隊為紅桃，第四隊為方塊，第五隊為草花，第六隊則為百搭牌)

#### 綺羅星
綺羅星十字團，互相確認身分所使用的暗號。
動作為右手伸出拇指、食指和中指，放到右眼前，然後喊出「綺羅星」。

#### 電棺（）
綺羅星十字團所研發出來，讓馭星者遙距操縱Cybody的裝置。
造型為一類似電梯的物體。讓馭星者進入塞巴迪（）內後插入馭星者的面具即可啟動塞巴迪。
每隊有一專用的電棺，但傳送及連接裝置只有一套，故每次只能啟動一台塞巴迪。
在綺羅星十字團進入第三階段前是除了特納西·塔科特以外所有人啟動塞巴迪的唯一方法。
進入第三階段後，沒有印記的人，就算使用電棺也無法啟動塞巴迪，亦因此被海德「沒有必要」為理由全部破壞。

## 製作人員
- 原作：BONES
- 監督：五十嵐卓哉
- 系列構成、編劇：榎戶洋司
- 人物原案：水屋美沙、水屋洋花（小畑健）
- 人物設定、總作畫監督：伊藤嘉之
- 賽巴迪設計：
- 概念設計：荒牧伸志
- 美術設計：永井一男
- 地下世界設計：岡田有章
- 工業設計：柳瀨敬之
- 美術監督：脇威志
- 色彩設計：中山志保子
- 攝影監督：神林剛
- 編集：西山茂
- 音樂：神前曉、MONACA
- 音響監督：若林和弘
- 製作人：丸山博雄、大藪芳廣、大山良、稻垣浩文、倉重宣之
- 動畫製作：BONES
- 製作：STAR DRIVER製作委員會（Aniplex、南夢宮萬代、BONES、史克威爾艾尼克斯）、每日放送

## 主題曲

### 片頭曲
1. 《GRAVITY Ø》（第1話－第13話）
作詞：太志，作曲、編曲：Aqua Timez，歌：Aqua Timez
2. 《SHINING☆STAR》（第14話－第24話）
作詞、作曲：網本ナオノブ，編曲：大西省吾，歌：9nine

### 片尾曲
1. 《Cross Over》（第1話－第13話）
作詞：前澤希，作曲：古川貴浩，編曲：釣俊輔，歌：9nine
2. 《Pride》（第14話－第24話）
作詞︰TOMOMI、Hidenori Tanaka，作曲：Hidenori Tanaka，編曲：Keita Kawaguchi，歌：SCANDAL

### 剧中曲

作詞：，作曲：神前曉，編曲：高田龍一，歌：（戶松遙）
使用話數：第1、2、3、5、7、25話

作詞：，作曲：神前曉， 編曲：神前暁、帆足圭吾，歌：（早見沙織）
使用話数：第4、6、11、19、22、25話

作詞：，作曲、編曲：神前曉，歌：（日高里菜）
使用話数：第10話 - 第12話、第15話

作詞：，作曲：神前曉，編曲：石濱翔、帆足圭吾，歌：（小清水亞美）
使用話數：第17、18、24話

## 各話標題
| 話數   | 日文標題 | 中文標題           | 劇本     | 分鏡                | 演出       | 作畫監督                       | 機械作畫監督    |
| ------ | -------- | ------------------ | -------- | ------------------- | ---------- | ------------------------------ | --------------- |
| 第1話  |          | 銀河美少年         | 榎戶洋司 | 五十嵐卓哉          | 淺井義之   | 伊藤嘉之                       | 阿部慎吾        |
| 第2話  |          | 綺羅星十字團的挑戰 | 榎戶洋司 | 如月トウジ          | 大西景介   | 石井百合子                     | 大塚健          |
| 第3話  |          | 成人銀行           | 榎戶洋司 | 松尾慎              | 松尾慎     | 小平佳幸                       | 長野伸明        |
| 第4話  |          | 和子的歌聲         | 榎戶洋司 | 別所誠人            | 淵上真     | 垪和等                         | -               |
| 第5話  |          | 曼陀羅的花語       | 榎戶洋司 | 福田道生            | 清水久敏   | 齊藤英子                       | 阿部慎吾        |
| 第6話  |          | 王之柱             | 榎戶洋司 | 成田歳法            | 成田歳法   | 村井孝司                       | 長野伸明        |
| 第7話  |          | 遙遠世界           | 榎戶洋司 | タムラコータロー    | 大西景介   | 堀川耕一                       | 川添政和        |
| 第8話  |          | 永遠像那顆流星     | 榎戶洋司 | 岩崎太郎            | 岩崎太郎   | 矢口弘子                       | 大塚健          |
| 第9話  |          | 水野其人的初恋     | 榎戶洋司 | 福田道生            | 夕澄慶英   | 羽山淳一                       | -               |
| 第10話 |          | 鞠野其人的初戀     | 榎戶洋司 | 柳澤哲也            | 佐藤育郎   | 小平佳幸                       | 森賢            |
| 第11話 |          | 素體的私人活用法   | 榎戶洋司 | 金子伸吾            | 淵上真     | 垪和等                         | -               |
| 第12話 |          | 隔著玻璃的吻       | 榎戶洋司 | 岩崎太郎            | 岩崎太郎   | 佐佐木敦子                     | 鹿間貴裕        |
| 第13話 |          | 恋爱红剑           | 榎戶洋司 | 池添隆博            | 高橋健司   | 伊藤秀樹 稻留和美 小森和美     | 長野伸明        |
| 第14話 |          | Ayn God的眼睛      | 榎戶洋司 | 福田道生            | 清水久敏   | 村井孝司                       | 阿部慎吾        |
| 第15話 |          | 封印之巫女         | 榎戶洋司 | YUKIHIRO            | 浅井義之   | 武本大介                       | -               |
| 第16話 |          | 塔科特之印         | 榎戶洋司 | 成田歳法            | 成田歳法   | 小平佳幸 甲斐泰之              | 大塚健          |
| 第17話 |          | 放逐時代           | 榎戶洋司 | 福田道生            | 京極尚彥   | 柳瀨讓二                       | 高瀨見一        |
| 第18話 |          | 凱特的朝與夜       | 榎戶洋司 | 增井壯一            | 夕澄慶英   | 羽山淳一                       | -               |
| 第19話 |          | 三人的星期天       | 榎戶洋司 | YUKIHIRO            | 佐藤育郎   | 皆川一德 伊藤秀樹              | 森賢            |
| 第20話 |          | 画中的彩虹         | 榎戶洋司 | 福田道生            | 清水久敏   | 武本大介                       | 長野伸明        |
| 第21話 |          | 慾望的歲月         | 榎戶洋司 | 長崎健司            | 淵上真     | 垪和等                         | -               |
| 第22話 |          | 神話前夜           | 榎戶洋司 | 成田歳法 五十嵐卓哉 | 成田歳法   | 小平佳幸 村井孝司              | -               |
| 第23話 |          | 皇帝               | 榎戶洋司 | 池添隆博            | 佐藤育郎   | 長谷部敦志 稻留和美            | 鹿間貴裕        |
| 第24話 |          | 逆日死的巫女       | 榎戶洋司 | 福田道生            | 浅井義之   | 日下部智津子 矢口弘子 武本大介 | 長野伸明        |
| 第25話 |          | 我們的Apprivoiser  | 榎戶洋司 | 村木靖 五十嵐卓哉   | 五十嵐卓哉 | 伊藤嘉之                       | 阿部慎吾 大塚健 |

## 漫畫版
電視動畫開播前的先驅，於《YOUNG GANGAN》2010年18號至2011年24號期間連載。作畫由KEY by Youn Story lab擔任。單行本全3卷。
| 冊數 | 史克威爾艾尼克斯 | 史克威爾艾尼克斯       |
| 冊數 | 發售日期         | ISBN                   |
| ---- | ---------------- | ---------------------- |
| 1    | 2011年2月26日    | ISBN 978-4-7575-3149-9 |
| 2    | 2011年7月25日    | ISBN 978-4-7575-3274-8 |
| 3    | 2012年1月25日    | ISBN 978-4-7575-3494-0 |

## 劇場版
劇場版於2013年2月9日上映。開頭戰鬥和片尾曲部份為新制作畫面，其餘為TV版總集編劇情。

### 製作人員
- 監督：五十嵐卓哉
- 編劇：榎戸洋司
- 人物原案：水屋美沙、水屋洋花（小畑健）
- 人物設定、總作畫監督：伊藤嘉之
- 賽巴迪設計：コヤマシゲト
- 概念設計：荒牧伸志
- 美術設計：永井一男
- 地下世界設計：岡田有章
- 工業設計：柳瀬敬之
- 特技監督：村木靖
- 作画監督：小平佳幸、稲留和美
- 機械作画監督：阿部慎吾
- 美術監督：脇威志
- 色彩設計：中山しほ子
- 撮影監督：神林剛
- 編集：西山茂
- 音楽：神前曉、MONACA
- 音響監督：若林和弘
- 音響効果：倉橋静男
- 動畫製作：BONES
- 製作：STAR DRIVER The Movie製作委員会
- 發行：Aniplex、松竹

### 歌曲
- 主題曲：《colorful》
主唱：9nine

## 播放電視台
| 播放電視台          | 播放日期         | 播放时间（UTC+9）               | 備註         |
| ------------------- | ---------------- | ------------------------------- | ------------ |
| MBS・TBS系列（JNN） | 2010年10月3日－  | 星期日 17時00分 - 17時30分      | 地面電視播放 |
| GyaO!               | 2010年10月8日－  | 星期五更新                      | 网络电视     |
| MBS公式番宣サイト   | 2010年10月14日－ | 星期五 0時00分更新（第2話以後） | 网络电视     |
| 萬代頻道            | 2010年10月15日－ | 星期五更新                      | 网络电视     |
| アニメモビ          | 2010年10月15日－ | 星期五更新                      | 移動電視     |

| 播放地區 | 播放電視台 | 播放日期                 | 當地播放時間            | 所屬聯播網 | 備註       |
| -------- | ---------- | ------------------------ | ----------------------- | ---------- | ---------- |
| 香港     | Animax     | 2013年11月12日－12月16日 | 星期一至五 21:00－21:30 |            |            |
| 臺灣     | Animax     | 2014年2月6日－3月2日     | 每日 18:30－19:00       | 有線電視   | 有重播時段 |

### 節目詳細介紹
| 播放地區 | 播放電視台      | 播放日期       | 播放时间（UTC+9）         |
| -------- | --------------- | -------------- | ------------------------- |
| 近畿地區 | 每日放送（MBS） | 2010年12月10日 | 星期五 26時20分－26時50分 |
| 關東地區 | TBS電視台       | 2010年12月10日 | 星期五 26時25分－26時55分 |
| 宮城縣   | 東北放送（TBC） | 2010年12月26日 | 星期日 25時25分－25時55分 |

## 關聯商品

### Blu-ray / DVD
| 卷數   | 發售日        | 收錄話          | 規格編號        | 規格編號        | 規格編號  | 規格編號 |
| 卷數   | 發售日        | 收錄話          | BD初回版        | DVD初回版       | DVD通常版 |          |
| ------ | ------------- | --------------- | --------------- | --------------- | --------- | -------- |
| 1      | 2011年1月26日 | 第1話 - 第3話   | ANZX-9771～9772 | ANZB-9771～9772 | ANSB-9771 |          |
| 2      | 2011年2月23日 | 第4話 - 第6話   | ANZX-9773       | ANZB-9773       | ANSB-9773 |          |
| 3      | 2011年4月6日  | 第8話 - 第9話   | ANZX-9775       | ANZB-9775       | ANSB-9775 |          |
| 4      | 2011年4月27日 | 第11話 - 第12話 | ANZX-9777       | ANZB-9777       | ANSB-9777 |          |
| 5      | 2011年5月25日 | 第13話 - 第14話 | ANZX-9779       | ANZB-9779       | ANSB-9779 |          |
| 6      | 2011年6月22日 | 第16話 - 第17話 | ANZX-9781       | ANZB-9781       | ANSB-9781 |          |
| 7      | 2011年7月27日 | 第19話 - 第20話 | ANZX-9783       | ANZB-9783       | ANSB-9783 |          |
| 8      | 2011年8月24日 | 第22話 - 第23話 | ANZX-9785       | ANZB-9785       | ANSB-9785 |          |
| 9      | 2011年9月21日 | 第24話 - 第25話 | ANZX-9787       | ANZB-9787       | ANSB-9787 |          |
| 特別卷 | 2013年1月23日 | 第1話 - 第25話  | ANZX-6831       | ANZX-6831       | ANZX-6831 |          |

### CD
| 發售日         | 標題                                        | 初回版        | 通常版   | 期間通常盤 |
| 2013年1月23日  | STAR DRIVER輝きのタクト Songs & Soundtracks | SVWC 7894～6  |          |            |
| 2010日12月1日  | Cross Over                                  | SECL-929～930 | SECL-931 | SECL-932   |
| 2010年10月13日 | GRAVITY φ                                   | ESCL-3524     |          |            |
| 2011年3月27日  | 「SHINING☆STAR」/9nine                      | SECL-955～956 | SECL-957 | SECL-958   |
| 2011年2月9日   | 「Pride」スキャンダル                       | ESCL-3599     |          |            |

## 遊戲
閃亮的塔科特 銀河少年的傳說(ソフト『STAR DRIVER 輝きのタクト　銀河美少年伝説』)
- 使用平台：PSP
- 發售日期：2011年3月3日

大人氣動畫《閃亮的塔科特：銀河美少年傳說》在PSP上颯爽登場。
遊戲的主角便是玩家自身！跟不同角色對話，跟喜歡的角色培養友情，還包含戀愛要素，玩家也可以成為綺羅星十字團一員，根據玩家的選擇展開與原作故事不同的另一個故事吧。這是一款可以享受到南十字學園校園生活的交流冒險遊戲。

## 外部連結
- STAR DRIVER 閃亮的塔科特 動畫官方網站（页面存档备份，存于）（日語）
- STAR DRIVER 閃亮的塔科特 劇場版官方網站（页面存档备份，存于）（日語）
- http://www.mbs.jp/star-driver/（页面存档备份，存于）（日語）
- STAR DRIVER 閃亮的塔科特 - 漫畫 - GANGAN ONLINE -SQUARE ENIX-（日語）
- STAR DRIVER 閃亮的塔科特(sutadora)的X（前Twitter）（日語）

| MBS・TBS系列 星期日 17:00-17:30 節目    | MBS・TBS系列 星期日 17:00-17:30 節目                     | MBS・TBS系列 星期日 17:00-17:30 節目 |
| --------------------------------------- | -------------------------------------------------------- | ------------------------------------ |
|                                         | STAR DRIVER 閃亮的塔科特 （2010年10月3日－2011年4月3日） |                                      |
| 戰國BASARA貳 （2010年7月11日－9月26日） | 青之驅魔師 （2011年4月17日－10月2日）                    |                                      |

| Animax 星期一至五 21:00－21:30 節目 | Animax 星期一至五 21:00－21:30 節目                | Animax 星期一至五 21:00－21:30 節目 |
| ----------------------------------- | -------------------------------------------------- | ----------------------------------- |
|                                     | STAR DRIVER （2013年11月12日－12月16日）           |                                     |
| 一起一起這裡那裡                    | Little Busters!                                    |                                     |
| Animax 星期日 19:30－20:30 節目     |                                                    |                                     |
| 罪惡王冠 重播                       | STAR DRIVER 重播 （2014年12月21日－2015年3月15日） | —                                   |

| Animax 星期一至日 18:30－19:00 節目 | Animax 星期一至日 18:30－19:00 節目               | Animax 星期一至日 18:30－19:00 節目 |
| ----------------------------------- | ------------------------------------------------- | ----------------------------------- |
|                                     | STAR DRIVER 閃亮的塔科特 （2014年2月6日－3月2日） |                                     |
| 旋風管家 Cuties                     | 校園剋星                                          |                                     |